# Gangarahalli, Nagamangala
Gangarahalli là một làng thuộc tehsil Nagamangala, huyện Mandya, bang Karnataka, Ấn Độ.